# Cuyahoga Falls
La ville américaine de Cuyahoga Falls est située dans le comté de Summit, dans l’État de l’Ohio. En 2006, elle comptait 50 398 habitants, ce qui en fait la deuxième ville du comté après son siège, Akron, dont elle fait partie de l’agglomération.

## Personnalités
- Houston Rhines (1980-), acteur né à Cuyahoga Falls
- Jim Jarmusch  (1953-)
- Frances Harshbarger (1902-1987), mathématicienne américaine.
- Kyle Craven, connu sous le nom de Bad luck Brian (1989-)

## Source
- (en) Cet article est partiellement ou en totalité issu de l’article de Wikipédia en anglais intitulé « Cuyahoga Falls, Ohio » (voir la liste des auteurs).